# Garcinia costata
Garcinia costata är en tvåhjärtbladig växtart som beskrevs av William Botting Hemsley och George King. Garcinia costata ingår i släktet Garcinia och familjen Clusiaceae. Inga underarter finns listade i Catalogue of Life.